# 남인천 요금소

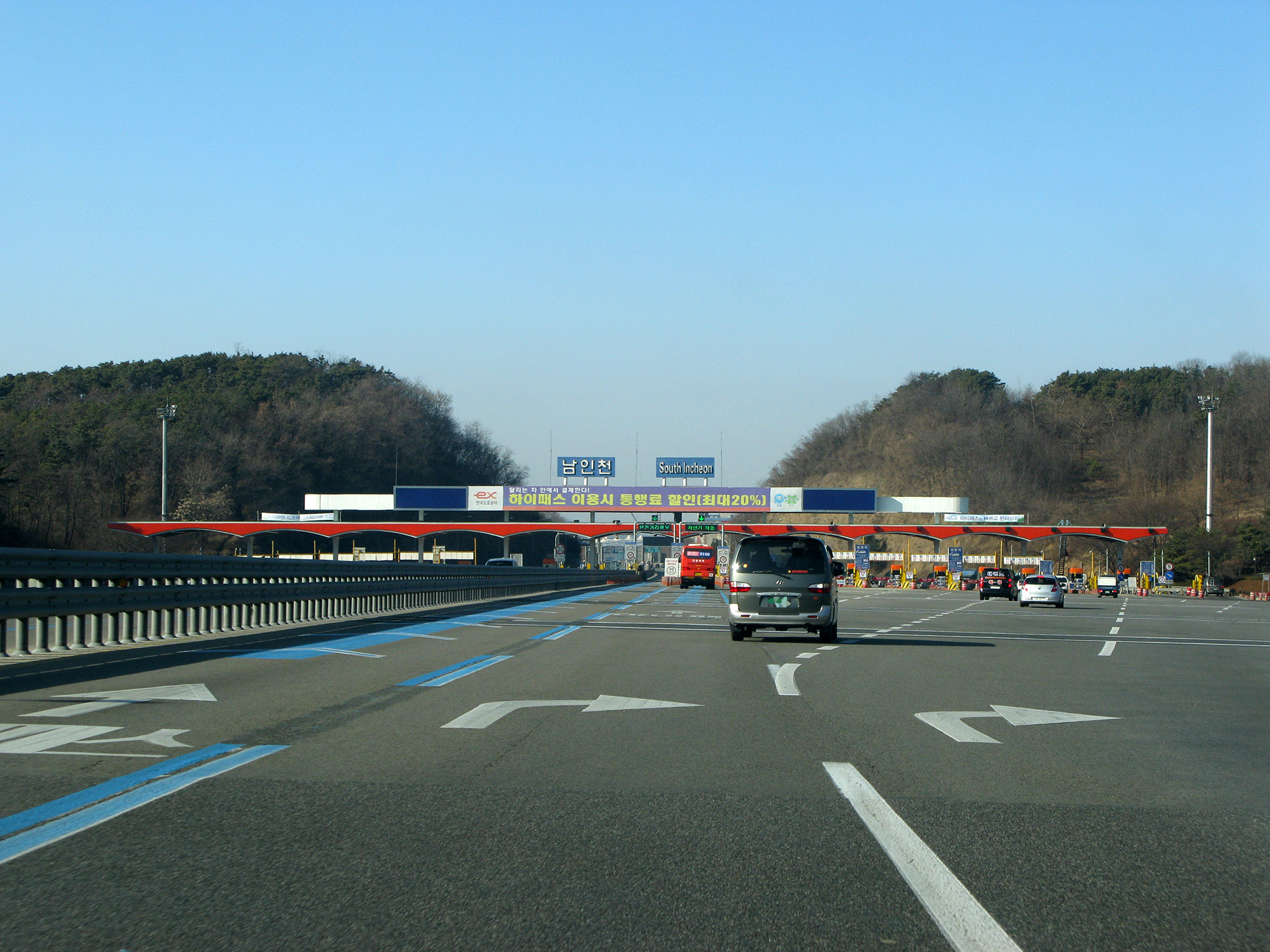
남인천 요금소 (다차로 하이패스 시스템 도입 전)

남인천 요금소(南仁川料金所, S.Incheon TG)는 인천광역시 남동구 음실로117번길 32 (운연동)에 위치한 제2경인고속도로 본선 상에 있는 개방식 요금소이다. 서창 분기점에서 동쪽으로 약 2.3km, 신천 나들목에서 서쪽으로 약 1.5km 떨어져 있다.
1994년 7월 7일 제2경인고속도로 서창 ~ 광명 구간이 개통되면서 영업을 개시했으나, 실제 통행료 부과는 4일 뒤인 7월 11일부터 이루어졌으며, 2019년 11월 28일 요금소 내에 다차로 하이패스 시스템이 도입되었다.다차로 하이패스 시스템이 1,2,3차로에 설치되어 있어 이차로로 통과하는 차량은 80km/h로 통과할 수 있다.

## 연혁
- 1994년 7월 7일 : 제2경인고속도로 서창 ~ 광명 구간 개통과 함께 영업 개시
- 1994년 7월 11일 : 통행료 징수 개시
- 2019년 11월 28일 : 다차로 하이패스 시스템 도입[2]

## 교통량 정보
| 요금소          | 통행량 (대/일) | 통행량 (대/일) | 통행량 (대/일) | 통행량 (대/일) | 통행량 (대/일) | 통행량 (대/일) | 통행량 (대/일) | 통행량 (대/일) | 통행량 (대/일) | 통행량 (대/일) | 각주  |
| 요금소          | 2001년         | 2002년         | 2003년         | 2004년         | 2005년         | 2006년         | 2007년         | 2008년         | 2009년         | 2010년         | 각주  |
| --------------- | -------------- | -------------- | -------------- | -------------- | -------------- | -------------- | -------------- | -------------- | -------------- | -------------- | ----- |
| 남인천 (개방식) | 52,046         | 59,289         | 62,011         | 63,532         | 66,275         | 68,403         | 72,600         | 71,390         | 76,271         | 72,697         | [ 3 ] |
| 요금소          | 2011년         | 2012년         | 2013년         | 2014년         | 2015년         | 2016년         | 2017년         | 2018년         | 2019년         |                | [ 3 ] |
| 남인천 (개방식) | 68,191         | 66,013         | 64,082         | 64,479         | 67,506         | 71,969         | 78,783         | 82,898         | 84,229         |                | [ 3 ] |

## 성남 방향
- 하이패스 전용 진출차로 : 1,2,3차로

## 인천 공항 방향
- 하이패스 전용 진출차로 : 1,2,3차로